# 馬些路·安東尼奧·古迪斯·菲諾
馬些路·安東尼奧·古迪斯·菲諾或簡稱馬些路 （Marcelo Antônio Guedes Filho，1987年5月20日—），出生自聖維森特市，是巴西職業足球員，司職中堅，現效力澳職球會西悉尼流浪者。

## 生涯
2010年7月，他加盟PSV燕豪芬。

## 榮譽

### 山度士
- 聖保羅州錦標賽U17: 2004
- 聖保羅州錦標賽: 2007

### 克拉科夫
- 波蘭足球甲級聯賽: 2008–09

## 連結
- （葡萄牙文） CBF[永久]
- （英文） sambafoot
- （葡萄牙文） santos.globo.com